# Lagruère
Lagruère is een gemeente in het Franse departement Lot-et-Garonne (regio Nouvelle-Aquitaine) en telt 318 inwoners (1999). De plaats maakt deel uit van het arrondissement Marmande.

## Geografie
De oppervlakte van Lagruère bedraagt 9,9 km², de bevolkingsdichtheid is 32,1 inwoners per km².
De onderstaande kaart toont de ligging van Lagruère met de belangrijkste infrastructuur en aangrenzende gemeenten.

## Demografie
Onderstaande figuur toont het verloop van het inwonertal (bron: INSEE-tellingen).